# 拉德耶德鎮區 (密歇根州)
拉德耶德鎮區（英語：Rudyard Township）是位於美國密西根州契皮瓦縣的一個行政鎮區。

## 地方資料
拉德耶德鎮區的面積為233.20平方千米，當中陸地面積為232.20平方千米，而水域面積為1.00平方千米。根據2020年美國人口普查的數據，當地共有人口1289人，而人口密度為每平方千米5.53人。